# Aleksandra Annienska
Aleksandra Nikiticzna Annienska z domu Tkaczowa (ros. Александра Никитична Анненская, ur. 11 lipca 1840 we Siwcewie, zm. 19 maja 1915 w Piotrogrodzie) – rosyjska pisarka, tłumaczka i autorka książek dla dzieci i młodzieży.

## Biografia
Annienska urodziła się w rodzinie ziemiańskiej, w majątku Siwcewo, w ówczesnej guberni psowskiej. Po śmierci ojca, architekta Nikity Andriejewicza Tkaczowa, przeprowadziła się do Petersburga wraz z matką, młodszą siostrą i bratem Piotrem. W latach 1851–1856 uczyła się w niemieckiej szkole z internatem, w wieku 16 lat zdała egzamin na nauczycielkę domową. W 1861 roku zamieszkała z rodziną brata swojej matki, Fiodora Annienskiego, i zaczęła pracować jako nauczycielka. W 1865 roku otworzyła prywatną szkołę dla dzieci. W 1867 roku, z powodu braku funduszy, musiała ją zamknąć. W 1866 roku poślubiła swojego kuzyna Nikołaja Fiodorowicza Annienskiego. W latach 1869–1872 współpracowała z gazetą „Birżewyje Nowosti” jako tłumaczka.
Karierę literacką rozpoczęła w 1872 roku od adaptacji dla dzieci popularnej powieści Daniela Defoe Robinson Crusoe. Książka ta została przerobiona przez Annienską zgodnie ze standardami ówczesnej nowoczesnej pedagogiki. Kolejno dokonała tłumaczenia i adaptacji książki The Little Ragamuffin brytyjskiego pisarza Jamesa Greenwooda (1833–1929) i Chata wuja Toma amerykańskiej pisarki Harriet Elizabeth Beecher Stowe (1811–1896). Jest autorką kilku biografii, w tym: Nikołaja Gogola, Honoré de Balzaca, Françoisa Rabelaisa, George Sand, Charlesa Dickensa i Benjamina Franklina. Główne miejsce w twórczości Aleksandry zajmowały opowiadania i nowele. Wiele zostało opublikowanych w  latach 70. XIX w. w czasopiśmie „Siemja i szkoła”. W latach 80. i 90. niektóre z jej utworów zostały wydane, m.in.: Brat i siestra (1880), Anna (1881), Nadieżda siemji (1882), Tiażełaja żyzń (1884), Mładszyj brat (1889), Biez rodu, biez plemieni (1903). 
W 1879 roku mąż Annienskiej został aresztowany za udział w ruchu politycznym Sojuz Oswobożdienija. Został zesłany do Syberii Zachodniej, a następnie do Kazania i Niżnego Nowogrodu. Na wygnaniu przebywała razem z mężem prawie piętnaście lat. Po powrocie do Piotrogrodu w 1895 roku współpracowała z czasopismem dla dzieci „Wschody”, a w 1898 roku została redaktorką działu literatury pięknej. Annienskich wydalono z Piotrogrodu jeszcze dwukrotnie: w 1901 i 1904 roku. Oskarżenia były bardzo różne, dotyczyły m.in. związków z emigracją rosyjską. Na krótko przed śmiercią napisała wspomnienia zatytułowane Iz proszłych let. Aleksandra Annienska zmarła w 1915 roku w Piotrogrodzie. 